# Бен-Хаим, Таль (1989)
Таль Бен-Хаим (Tal Ben Haim II; ивр.טל בן חיים; род. 5 августа, 1989) — израильский футболист, полузащитник клуба «Спарта (Прага)».

## Карьера

### Клубная
Воспитанник клуба «Маккаби (Петах-Тиква)». В этом клубе Таль и начал свою карьеру, и там играл до 2012 года. За 5 лет в своём родном клубе он забил 26 мячей в 102 матчах за клуб. В июне 2012 года подписал контракт с «Хапоэлем» из Тель-Авива.
Летом 2017 года перешел в пражскую «Спарту» за 2,9 млн евро. Этот трансфер стал самым дорогим в истории чешского футбола.

### В сборной
С 2007 по 2008 год играл за сборную Израиля до 16 лет. В ней Таль провел 4 матча и забил 1 гол. Потом, с 2008 по 2010 он играл за молодёжный состав национальной команды, где сыграл 9 матчей и также забил 1 мяч. С 2011 года играет в национальной команде своей страны. Пока он сыграл за неё 3 игры и забил 1 гол в ворота сборной Грузии в поединке квалификационного раунда к Евро-2012, который проходил 6 сентября 2011 года в Тель-Авиве на «Блумфилд Стэдиум».

## Личная жизнь
Полный тёзка бывшего одноклубника по «Маккаби» и игрока сборной Израиля Таля Бен-Хаима 1982 года рождения. В связи с этим указывается в отчётах УЕФА как Tal Ben Haim II или Tal Ben Haim Junior и носит футболку с фамилией Ben Chaim, а старший тёзка указывается как Tal Ben Haim I.

## Достижения
- Чемпион Израиля: 2013/14 2014/15